# Laila Prytz

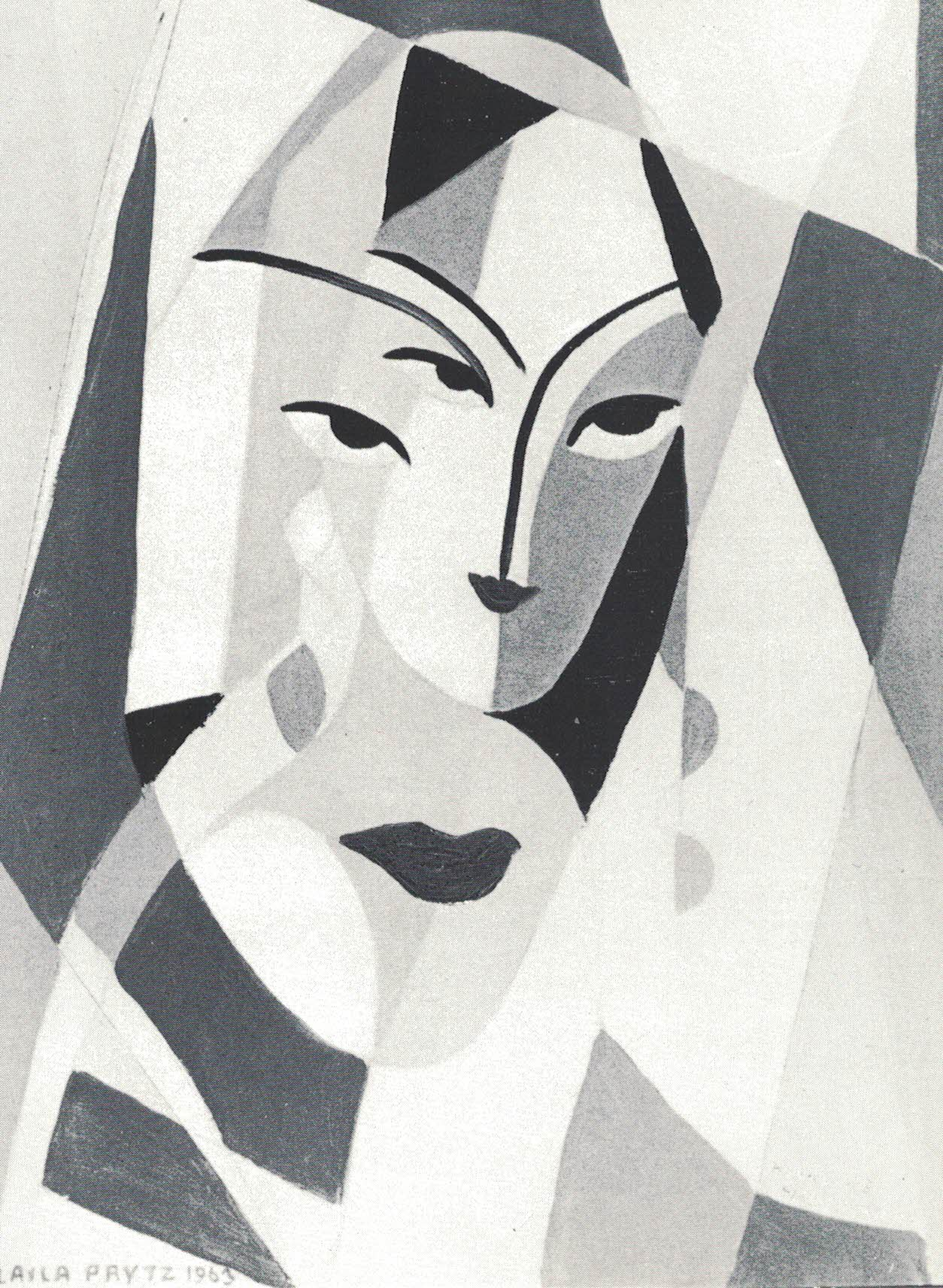
Laila Prytz porträtt av sångerskan Birgit Nilsson.

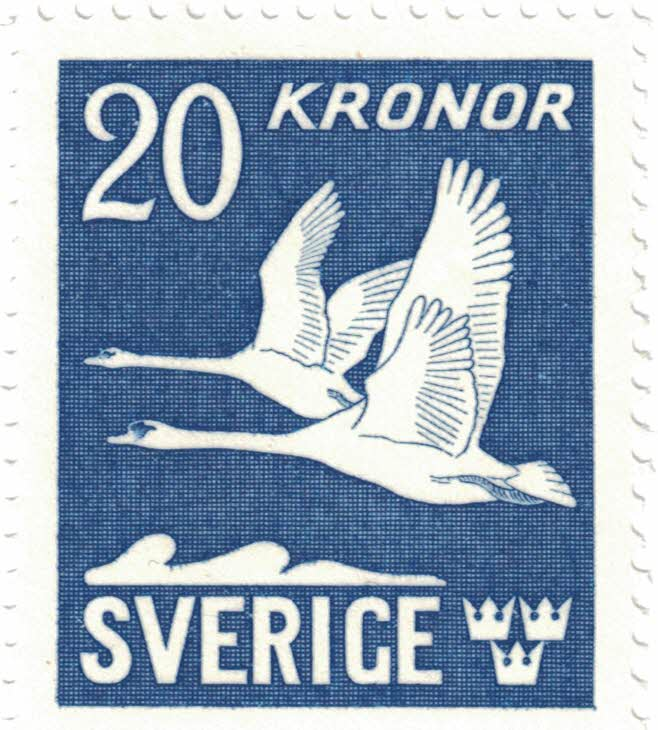
20 kr luftpostmärke utgivet 4 maj 1942, ritat av Laila Prytz.

Laila Margareta Elisabet Prytz, född den 7 juni 1907 i Gällivare församling, Norrbottens län, död den 19 mars 1982 i Engelbrekts församling i Stockholm, var en svensk målare. Hon var dotter till civilingenjören Jonny Gustaf Prytz och Thyra Borg och från 1932 gift med konstnär Wilhelm Wik. Barn Manuel f.1936.

## Biografi
Prytz studerade för Otte Sköld i Stockholm, vidare André Lhote i Paris 1933 och 1935, företog studieresor till Rom 1927, Tyskland 1929, Spanien 1932, 1935, 1948, 1951, Frankrike 1933, 1935, samt till Amerika, Afrika och Asien.
Separat debuterade hon med en utställning på Gummesons konsthall 1945 och återkom sedan 1953. Prytz ställde ut på Lorensbergs konstsalong i Göteborg 1947, 1954, 1958, 1964 och 1967. Andra separatutställningar: 1953 och 1965 Konsthallen i Södertälje, 1962, 1969, Konsthallen i Malmberget, 1964 Galerie Saint-Germaine, Paris, 1965, 1969 Galerie du Passeur, Paris, 1974 Galleri Sture, Stockholm, 1975 Konstgården i Helsingborg, 1977 Galleri Heland, Stockholm. Samlingsutställningar i urval: 1927 Konstmuseet, Via Nationale Rom, Nationalmuseum, Stockholm (flertal gånger), Liljevalchs konsthall, Riksförbundet för bildande konst och Konstfrämjandets utställningar (flertal gånger), 1975 Sveagalleriet, Association Artistique Suédoise, Paris, Musée Galliera, Paris, Musée d’Art Moderne, Paris, Galerie d’Art de l’Aérogare d’Orly, Chalet i Le Bourget, Paris.
Prytz är representerad på Nationalmuseum, Stockholm, Musikaliska Akademien, Stockholm, Tessininstitutet i Paris, Musée de l’Opéra, Paris, André Malrauxs samling, Paris, Svenska konsulatet i Paris, Sveriges Radio, Stockholm, Broströms rederi, Lasarettet och Flickskolan, Södertälje, LKAB, Alfa Laval, Folkets hus, Hallstahammar, Diputacion Provincial, Alicante, SEB, Stockholms Sparbank och Skånska Banken, Stockholm, Birgit Nilsson Museum.

## Utvecklingslinje
1945 Stilleben, landskap, interiörer, porträtt från Sverige och Spanien. Puristisk stil med estetik närmast efter mönster från Matisse och med kompositionell fantasi och klar ytdekorativ verkan (Martin Strömberg). Äkta kvinnlig sensibilitet (Ragnar Hoppe).
1953 Människor och landskap. Så skönt har ingen svensk konstnär målat Spanien efter Franco (Clas Brunius). Melodisk purism, med känsla och fantasi, renhet i linjen och förenklade färgplan (Nils Palmgren). Dekorativt förenklade målningar, utförda med smak och sinne för helheten (Hård af Segerstad). Hävdar sig som en av våra finaste purister med en valörmjukhet och färggradering av utsökt harmonisk mjukverkan (Emmy Melin).
1964 Abstraktioner från Nairobi, Spanien, Formosa, Bangkok och Portugal. Måleriet blir en kristalliseringsprodukt som fjärmats från den en gång sedda verkligheten, frigjorts från alla tillfälligheters föroreningar och lyfts upp på den sköna abstraktionens plan. En raffinerad mosaik av med utsökt smak valda ytfärger som flätats samman i delikata mönster sammanhållna av smidiga kompositionslinjer, all oklarhet är främmande för detta artistiskt medvetna och elegant behärskade måleri (Tord Baekström). Övergått från naivistisk stil till formbundna kubism eller mer konkretism, En osökt känsla av en drömvärld, där mystiken ligger på lur. ”Ögon” är i detta hänseende ett gott exempel (Sven Ingemansson).
1969 En konst halvvägs mellan kubismen och den geometriska abstraktionen, en surrealism vars magi kommer av den sanna och fria naivismen (Claude Bouyeure).
1977 Motiv från bland annat Afrika i kubist-surrealistisk stil, även helt nonfigurativt. En melodisk mosaik och matematisk lek med trianglar och romber, ofta upplättat med några ”ögon”.

## En unik frimärkshändelse
Laila Prytz deltog i en pristävling 1937 anordnad av Postverket om motiv till frimärken. Prytz vann med en teckning av ett flygande svanpar utgående från fotografier av Bengt Bergh. Märket var avsett att utföras i valören 5 öre men ändrades till 20 kronor när världskriget bröt ut och gjorde försändelser med flyg mycket dyra. Svanfrimärket 20 kr gavs ut fjärde maj 1942 och vann sedan under en lång följd av år Postverkets internationella omröstningar om Sveriges vackraste frimärke.